# Pálffy Zsazsa
Pálffy Zsazsa, Pálffy Zsuzsa (Kassa, 1907. november 6. – ?) színésznő.

## Családja
Színész család ivadéka, apja Pálffy Bertalan színész, húga Pálffy Olly szubrett-primadonna.

## Pályafutása
Erdélyben kezdte pályafutását. 1925-27-ben dr. Ferenczy Gyula társulatában szerepelt, fellépett Aradon, Temesváron, Lugoson, Gyulafehérváron, Nagyenyeden és Déván. 1927 őszétől Gáspár Jenő társulatának volt a tagja, később Fekete Mihály arad-temesvári színtársulatánál játszott. 1930-ban Erdélyi Miklós nagyváradi társulatában szerepelt, még 1932-ben is ott játszott.

## Főbb szerepei
- Gyöngyi (Két lány az utcán)
- Ápolónő (Maugham: A szent láng)
- Adél (Molnár Ferenc: Üvegcipő)
- Tóth Mari (Mikszáth Kálmán-Harsányi Zsolt: A Noszty fiú esete Tóth Marival)
- Karola (Zilahy Lajos: Tűzmadár)